# Meliola sydowiana
Meliola sydowiana är en svampart som beskrevs av F. Stevens & Larson 1928. Meliola sydowiana ingår i släktet Meliola och familjen Meliolaceae.   Inga underarter finns listade i Catalogue of Life.